# 松浦党
松浦党（日语：／）是日本平安时代至战国时代间，在肥前國松浦地方由松浦氏组织起来的武士团联合体。松浦党分为48支（一说52支），因此也被称为“松浦四十八党”。他们因水军而闻名。

## 历史
根据江户时代由平户松浦氏编纂的《松浦家世传》记载，松浦氏为嵯峨源氏的后裔，担任惣领；而渡边氏则为其分支，是源自渡边纲的水军统领，原为统辖濑户内海的摄津水军“渡边党”的一支。其祖先松浦久（又名渡边久、源久），据说是渡边纲（源纲）之子奈古屋授（渡边授、源授）的孙子。延久元年（1069年），他担任松浦郡宇野御厨的庄官（检校），在松浦郡拥有领地，并开始使用“松浦”作为姓氏。
然而，有史料显示，在松浦久被认为迁至肥前的延久元年之前，就已经有使用嵯峨源氏风格的一字名号之人，与该地区有所关联。例如，嵯峨天皇之子源定的孙子中，有一位肥前守名叫源浮。藤原实资的日记《小右记》记载，长和五年（1016年），一位名为源闻的人被任命为肥前守，还曾造访实资表达谢意。虽然他们多为遥任的国司，但后代定居当地是完全可能的。此外，在宽仁元年（1019年）的刀伊入寇事件中，有一位名为“前肥前介源知”（前任肥前介官员源知）的人担任指挥，据《小右记》记载，他射杀了许多刀伊贼寇，并活捉一人。这些记载表明，在延久元年之前，可能已有松浦氏先祖以国司或在庁官人身份活跃于该地。
松浦一族各自以所驻之地的地名为苗字，组成的整体被称为“松浦党”。作为联合体，它并非由某一氏族强力统治，而是一种联盟性质的组织。在这一联盟中，具有领导能力和实力的氏族会成为松浦党的惣领。
由于松浦一族居住的地区多为多岛海沿岸，且濒临朝鲜半岛和中国大陆，得以频繁利用船只从事日宋贸易。同时，依赖船只生活的他们逐渐成为水军，并逐步被视为海盗（掠夺中国大陆和朝鲜半岛的粮食、文物等）。这一形象深入人心，甚至被中央贵族及民间普遍接受，松浦党因此获得带有贬义的称呼。藤原定家在《明月记》中写道：“镇西之凶党，号为松浦党。”但他们自己并不自称为“松浦党”。

## 隶属于松浦党武士团的家族
伊万里氏、河原氏、久木岛氏、城氏、久保田氏、山代氏、楠久氏、八并氏、船原氏、有田氏、广濑氏、牟田部氏、吉野氏、松田氏、杉浦氏、鹰岛氏、大曲氏、福岛氏、斑岛氏、千秋氏、赤木野氏、松浦氏、吉田氏、小仓氏、庄山氏、早田氏、志佐氏、御厨氏、中尾氏、松仓氏、河原田氏、宫田氏、弓张氏、桧口氏、船木氏、坂本氏、畑岛氏、小窪氏、松野氏、佐井氏、中村氏、田平氏、峰氏、武尾氏、田代氏、江迎氏、松尾氏、小佐佐氏、丰田氏、武末氏、相神浦氏、相浦氏、早岐氏、赤羽氏、针尾氏、佐佐氏、八木氏、纽差氏、志志岐氏、中津良氏、小佐佐氏、津吉氏、公文氏、鲇川氏、一部氏、大岛氏、宇久氏、马场氏、玉浦氏、小值贺氏、青方氏、白鱼氏、有河氏、曾祢氏、奈摩氏。